# Torgny Erséus
Lars Gustav Torgny Erséus, född 26 april 1934 i Ärtemarks församling, Älvsborgs län, död 17 februari 2020 i Lidingö distrikt, Stockholms län, var en svensk kyrkomusiker, musikkonsulent i Frikyrkliga Studieförbundet och ordförande i Frikyrkliga psalmbokskommittén och i dess musikgrupp 1984–1987.

## Kompositioner
- Advent är mörker och kyla (Nr 484 i Psalmer och Sånger 1987, nr 717 i Frälsningsarméns sångbok 1990). Till text av Margareta Melin.
- De rör sig som skuggor i solens glans (Nr 693 i Psalmer och Sånger 1987). Till text av Anders Frostenson.
- Du omsluter mig på alla sidor Psaltaren 139 (Nr 772 i Psalmer och Sånger 1987). Till text av Anders Frostenson.
- Det är morgon (Nr 537 i Psalmer och Sånger 1987). Till text av Ylva Eggehorn.
- En gång i tidens morgon är jorden ny (Nr 731 i Psalmer och Sånger 1987). Till text av Göran Bexell.
- Intet kan mig skilja från Guds kärlek Romarbrevet 8 (Nr 782 i Psalmer och Sånger 1987).
- Jorden är Herrens (Nr 703 i Psalmer och Sånger 1987). Till text av John Nilsson (kyrkoherde).
- Kristus lever, fri och stark
- Om vi lever, lever vi för Herren Romarbrevet 14 (Nr 783 i Psalmer och Sånger 1987).
- Salig du och högt benådad (Nr 532 i Psalmer och Sånger 1987). Till text av Olov Hartman.
- Sol och jord och luft och hav (Nr 710 i Psalmer och Sånger 1987). Till text av Anders Frostenson.
- Så älskade Gud världen att Johannesevangeliet 3 (Nr 779 i Psalmer och Sånger 1987).
- Vi tänder ett ljus (Nr 809 i Psalmer och Sånger 2003).
- Våga vara den du i Kristus är,  (Nr 87b i ekumeniska delen av den svenska psalmboken. Nr 87 i Psalmer och Sånger 1987). Till text av Anders Frostenson.